# Manuel Urrutia

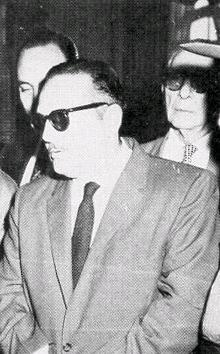
Manuel Urrutia (1959)

Manuel Urrutia Lleó (* 8. Dezember 1901 in Yaguajay, Las Villas; † 5. Juli 1981 in New York City, USA) war Richter und erster Präsident der Republik Kuba nach der Revolution von 1959.

## Leben

### Vorrevolutionäres Leben
Manuel Urrutia nahm am Widerstand gegen die kubanischen Diktatoren Gerardo Machado und Fulgencio Batista teil. Am 14. März 1957 sprach er in seiner Funktion als Richter in der östlichen Provinz Oriente 150 angeklagte Revolutionäre mit der Urteilsbegründung frei, dass sie von ihren verfassungsmäßigen Rechten des Kampfes gegen die illegale Machtergreifung durch Batista Gebrauch gemacht hätten.

### Erster Präsident der Revolutionsregierung
Nach der kubanischen Revolution von 1959 war Urrutia der erste Präsident der Revolutionsregierung (3. Januar bis 17. Juli 1959). Eine seiner ersten Verfügungen als Präsident war die Verstaatlichung der Kasinos und Hotels auf Kuba. Dadurch wurde US-amerikanischen Mobstern wie Meyer Lansky die Geschäftsgrundlage entzogen, die daraufhin die Insel verließen.

### Rücktritt
In der Revolutionsregierung repräsentierte er das bürgerliche Lager und sprach sich für die baldige Durchführung freier Wahlen sowie gegen die Beteiligung von Kommunisten an der Revolutionsregierung aus. Dies begründete er damit, dass sich diese nicht am Kampf gegen Batista beteiligt hätten. Nachdem Fidel Castro im Februar 1959 das Amt des Premierministers übernommen hatte, entwickelten sich zwischen diesen beiden bald Meinungsverschiedenheiten über den weiteren Regierungskurs. Unter Einsatz seiner enormen persönlichen Popularität drängte Fidel Castro Urrutia zum Rücktritt, indem er ihn in einer viel beachteten Fernsehansprache Taten bezichtigte, „die an Hochverrat grenzten“. In der Ansprache warf Castro Urrutia vor, die Regierungsgeschäfte dadurch zu behindern, dass er die Regierung „ohne jeden Beweis“ des Kommunismus verdächtige, jedoch sei weder die revolutionäre Bewegung kommunistisch noch Castro selbst Kommunist. Manuel Urrutia reichte noch in derselben Nacht seinen Rücktritt ein und fand Asyl in der Botschaft von Venezuela. Als sein Nachfolger als Präsident der Republik Kuba wurde das langjährige Mitglied der Kommunistischen Partei Kubas Osvaldo Dorticós Torrado eingesetzt.

### Emigration in die Vereinigten Staaten
Urrutia emigrierte wenig später in die USA, wo er im New Yorker Stadtteil Queens als Spanisch-Lehrer tätig war.